# 85-ös főút (Magyarország)

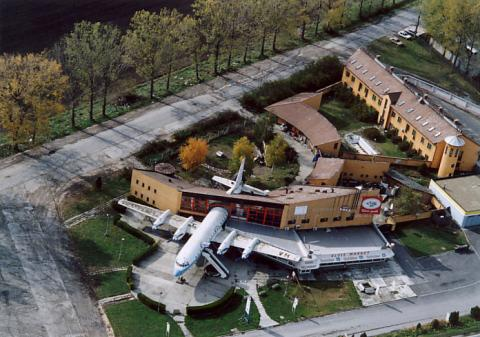
A 85-ös út kezdeténél lévő szórakoztató központba az „Ilona” nevű Il–18 repülőgépet építették bele

A 85-ös főút Győr és Sopron térségét köti össze, bár valójában csak Abda és Nagycenk között húzódik, mintegy 72 kilométer hosszúságban. Vele többé-kevésbé párhuzamos nyomvonalon épült meg az M85-ös autóút is, ami 2021-re szinte teljesen elkészült.

## Fekvése
Az út teljes egészében a Kisalföldön, Győr-Moson-Sopron vármegye területén vezet végig, annak kelet-nyugati irányú közúti tengelyeként, összekapcsolva a térség két legnagyobb, megyei jogú városa, Győr és Sopron vonzáskörzetét.
Hosszú időn át a nagy mértékű helyközi forgalom mellett kiugróan nagy arányú nemzetközi forgalom is terhelte, ami miatt komoly igények merültek fel, egyrészt a sürgős korszerűsítése irányában, másrészt egy párhuzamos gyorsforgalmi út létesítésének céljával. Ezek az utóbbi időszakban már jobbára megvalósultak, részint a főút több szakaszán végzett burkolatcserével és más javításokkal, részben az M85-ös autóút (szakaszos) kiépítésével és forgalomba helyezésével.

## Vonalvezetése
Győrből kivezető 1-es főúton hagyjuk el a megyeszékhelyet. A város határában, Abda község külterületén jelzőlámpás kereszteződésnél balra elkanyarodva térünk rá a 85. számú főútvonalra. Keresztezzük a Budapest-Hegyeshalom-Rajka, 1. számú vasútvonalat. Pár száz méter megtétele után az M1-es autópálya 129-es  és az M85-ös autóút körforgalmas csomópontjához érkezünk Kb. 2 km-es út megtétele után az Ikrénybe bevezető úthoz érünk. Torlódás esetén erre kerülve, be-, és kijuthatunk Győrbe/ből. 
Ezután már semmi nem zavarja a forgalmat Eneséig, ahol a település kezdetét jelző táblánál forgalomlassító sziget került kialakításra. Természetföldrajzilag a Tóközhöz tartozik, de a község északi határainál a Hanság nyúlványai is fellelhetők. Ezen a szakaszon, több kilométeren keresztül, az úttal párhuzamosan halad a Győr–Sopron-vasútvonal. A következő települést, Kónyt nem érintjük, csak a  pár éve kiépült, szélső házai mellett megyünk el. A település határban található az M85-ös autóút kónyi körforgalmas csomópontja. Rövidesen a kónyi Diana Étterem és Panzió mellett folytatódik a 85-ös főút vonalvezetése. Itt kiépítésre került mosdó, személygépkocsi illetve tehergépjármű parkoló. 
Csorna  a Rábaköz egyik centruma. A Csornát Győrrel összekötő utat 1835-ben kezdték el építeni. Az út biztosabbá tette  Győr elérését. Ugyanis régebben Kóny és Csorna közötti mélyfekvésű út csak időszakonként volt járható. Ezután biztosabban lehetett a terményeket Győrbe szállítani. A 85-ös főút forgalma az elmúlt évtizedekben a sokszorosára nőtt. A forgalmi dugulásokat tetézi, hogy a belvárosban kb. 1 kilométeren keresztül a 85-ös főút és a 86-os főút közös útvonalon halad. A 86-os út belépésénél és elkanyarodásánál körforgalmat létesítettek. Az elviselhetetlen közúti forgalom elterelésére az ottlakók elkerülő utat szeretnének, de a reménytelen pénzügyi helyzet miatt, ez több évre eltolódott. Csornát elhagyva 1–2 km-en belül Farádra érünk. Több évtizedig Csorna városrésze volt, de az önállósulási törekvések miatt ismét különállóak lettek. Szárföld az útvonal felénél található. Veszkény a főút északi oldalán fekszik, de az új építésű házak és az üzemek már érintkeznek vele.
Kapuvár kisváros, Győr és Sopron között félúton található. Főutcája a 85. számú főút. A város neve az egykori nyugati gyepűrendszer megerősített, védett átjárójára, kapujára utal. Tőle 4 km-re elérjük Vitnyédet. Ezután érjük el a megye legfiatalabb városát Fertőszentmiklóst, a Győri-medence peremén. A 85-ös főúton kívül a közelben lévő három határállomás: Pomogy, Sopron, és Kópháza forgalma is a városon keresztül bonyolódik le. A régi, a forgalomnak nem megfelelő utat 5-6 éve korszerűsítették és új nyomvonalon halad a 84-es főút (Magyarország) csatlakozásáig. Mielőtt elérnénk az útvonal végét még Nagycenken kell keresztül menni. Fő látnivalója a Széchenyi-kastély. Ennek közelében 1972-ben épült meg a 760 mm nyomtávú, múzeumvasút. Mindkét látnivaló az út két felén található meg, mert a közút keresztül vágja az egykori uradalmat. A falut elhagyva már készülhetünk a  84-es főúthoz való csatlakozásra, mert a Sopronba vezető utunk már azon fejeződik be.

## Csomópontok, pihenőhelyek és hidak

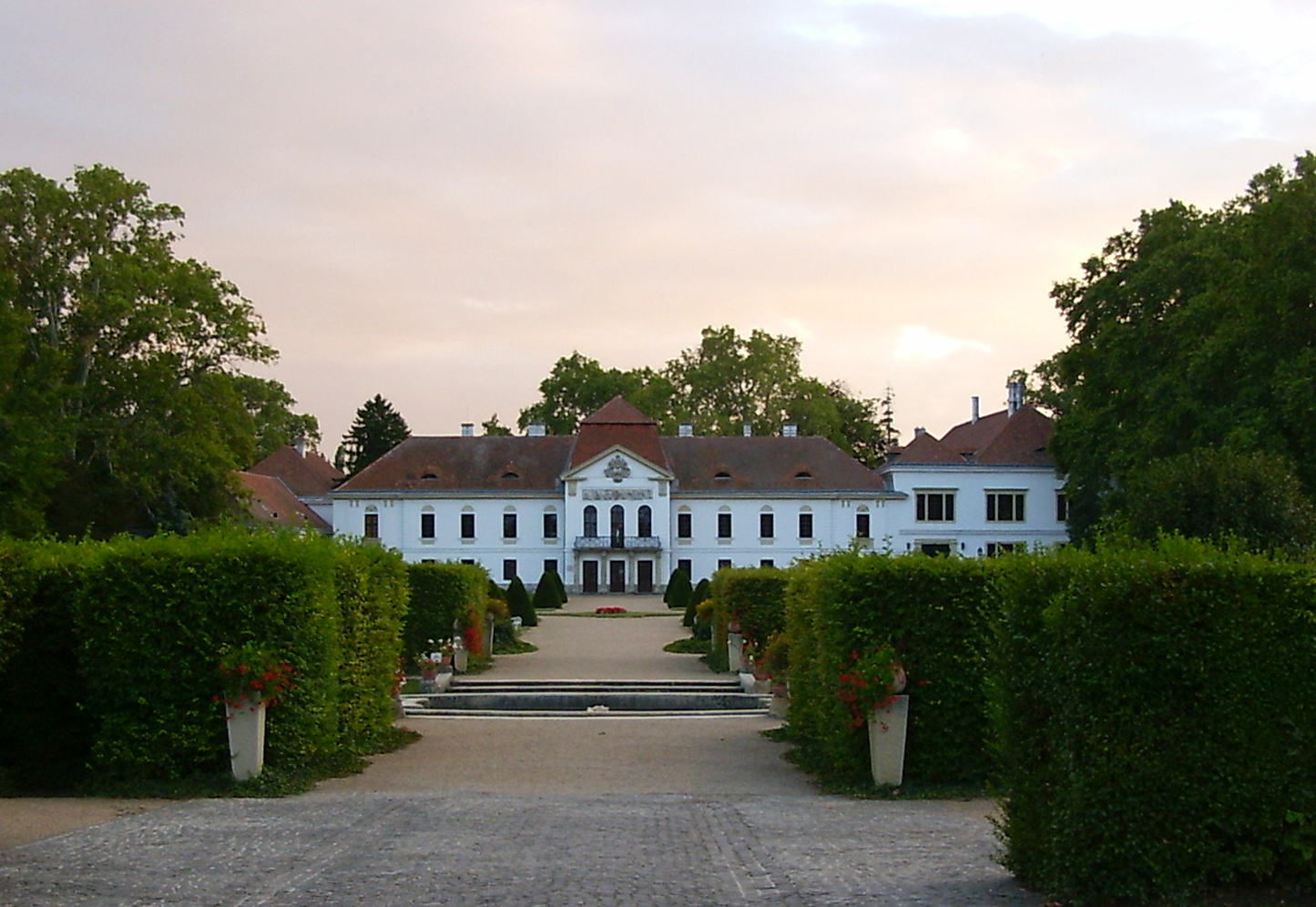
A nagycenki kastély a főút mellett

## Története
1934-ben a kereskedelem- és közlekedésügyi miniszter 70 846/1934. számú rendelete nagyjából a teljes mai hosszában másodrendű főúttá nyilvánította, a maival egyező, 85-ös útszámozással. Az akkori és a mai nyomvonal közt szinte csak két jelentősebb különbség volt: a régi út még áthaladt Kóny központján – az akkori nyomvonalon ma a 8502-es út húzódik –, Nagycenk után pedig még továbbhaladt, Sopron belvárosát is érintve, a vulkapordányi határátkelőig.

### Távlati tervek
Vele párhuzamosan tervezik megépíteni az M85 számú gyorsforgalmi utat, ami részben már elkészült. Jelenleg Csorna-nyugat, Farád csomópontig lehet igénybe venni.

## Települések
Enese,
Csorna,
Farád,
Szárföld,
Kapuvár,
Vitnyéd,
Fertőszentmiklós,
Pereszteg,
Nagycenk